# ポーリッシュ・ハウンド
ポーリッシュ・ハウンド（英：Polish Hound）は、ポーランド原産のセントハウンド犬種のひとつである。別名はオガール・ポルスキ（英：Ogar Polsky）。
個々ではこれの小型版犬種であるゴンチ・ポルスキについても解説を行う。

## 歴史
古い犬種であるといわれているが、詳しいことはよく分かっていない。ベルギーのセント・ヒューバートがベースになっているといわれ、これを更に俊足にするために改良し、作出されたものであるといわれている。
主にノウサギやキツネを狩るのに使われていた。パック又は単独で獲物の臭いを追跡し、発見すると自ら追いかけて仕留めた。
二度の世界大戦により絶滅寸前となるが、愛好家が戦後に純血の犬をポーランド中を探し回り、数年かけて辺地から純血の犬を見つけ出し、ブリーディングが再開されて絶滅を逃れた。以後、年々頭数を増加させ、1966年にはFCIに公認登録され、国際的に知られるようになった。しかし、未だその頭数は少なく、ポーランド以外ではあまり飼育されていない珍しい犬種である。原産国では実猟犬として人気が高いが、ペットやショードッグとしても人気がある。

## 特徴
いくつかの書籍で「重量感のある犬」という記述があるが、実際には筋肉質でよく引き締まったコンパクトなボディを持っている。この記述は現在、混同によるもので、かつてポーランドに存在していた別のセントハウンド犬種のことをさしているのではないかと考えられている。
頭部は小さめで脚が長く、走るのが速い。マズルは短めで、耳は垂れ耳、尾は飾り毛の少ない垂れ尾。コートはスムースコートでつやがあり、毛色はブラック・アンド・タンやタン・アンド・ブラックなど。体高56〜66cm、体重25〜32kgの大型犬で、性格は忠実で人懐こく、愛情深くおっとりしている。スタミナが多く足腰は丈夫で、猟犬として繰り出されると活発で精力的に獲物の臭いを追跡するが、ペットとして飼育されている場合は非常にのんびりしていて穏やか、友好性が高いため、家庭犬としてよく向いた気質を持っているといえる。ただし、もとが猟犬であるため運動量は非常に多いので、長めの散歩の他沢山遊んでやることが必要である。しつけの飲み込みと状況判断力は普通である。かかりやすい病気は運動のし過ぎにより起こりやすい関節疾患や熱中症などがある。

## 小型種ゴンチ・ポルスキ

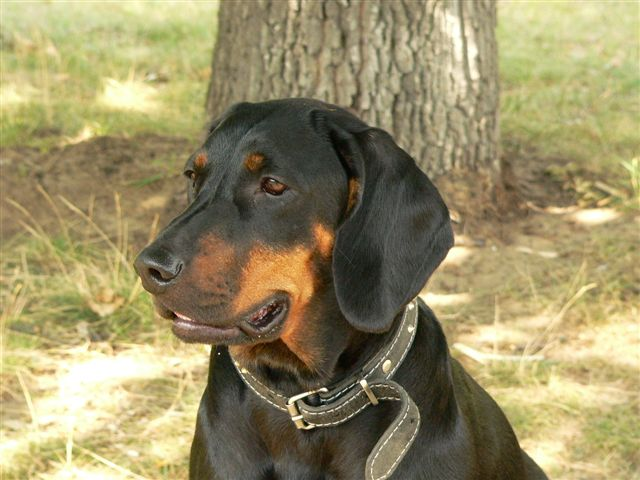
ゴンツ･ポルスキ

ゴンチ・ポルスキ（英：Gonczy Polsky）は、ポーランド原産のセントハウンド犬種のひとつである。ポーリッシュ・ハウンドの小型版の犬種にもあたり、英名はスモール・ポーリッシュ・ハウンド（英：Small Polish Hound）。
ポーリッシュ・ハウンドをもっとノウサギ猟犬として使いやすくすることを目的として改良されてできた犬種で、小型化による軽量化が図られている。
主にノウサギを狩ることを専門として用いられていた。単独或いは小規模なパックでノウサギの臭いを追跡し、発見すると自ら追いかけて仕留めた。
本種のポーリッシュ・ハウンドと同じく2度の世界大戦によって壊滅的なダメージを受けた。戦後この種も愛好家による生存した純血犬の捜索が行われたが発見されることはなく、絶滅が確認された。
しかし、この捜索は徹底したものでなかったことが戦後数十年経って発覚している。原産国以外ではゴンチを調査に従って「絶滅種」として認定したが、実際には原産国にはまだわずかに純血種が生存しており、この犬を集めてポーリッシュ･ハウンドの血を借りて頭数を増やし、後に戻し交配によって純血のゴンチを復活させることに成功した。
今日ゴンチは原産国でのみ飼育され、大半が実猟犬やショードッグとして飼育されている。ペットとしても飼われているが、その頭数は世界的に見れば非常に少ない。
容姿はほとんど大差がないが、こちらのほうがサイズが小さく軽量である。大きさは中型犬サイズで、性質もほぼ同じであるといわれる。